# Simon Krauss
Simon Krauss (né le 12 février 1992 à Orléans) est un athlète français, spécialiste du 110 mètres haies.

## Biographie
Simon Krauss mesure 1,82 m pour 78 kg et appartient à l'Athletic club 92.
Le 13 juillet 2013, il remporte le titre sur 110 mètres haies aux championnats d'Europe espoirs à Tampere, en 13 s 55, record personnel. 
Le 15 juin 2014, Simon remporte les championnats méditerranéens espoir, en 13 s 64 à Aubagne. Il détient encore, à ce jour, le record des championnats. Le 7 juillet 2014, il abaisse son record personnel, en 13 s 51, lors du meeting International de Montreuil. Une semaine plus tard, le 13 juillet 2014 à Reims, Simon remporte la médaille de bronze aux championnats de France en 13 s 53. 
Le 20 mai 2016, Krauss se classe 4e du Golden Spike Ostrava en 13 s 59 (SB). 
Il est vice-champion de France en plein air en 2017, le 16 juillet 2017 à Marseille, en 13 s 75. 
Il atteint, le 30 juin 2018, la finale du 110 mètres haies des Jeux méditerranéens disputés à Tarragone ; il termine 4ème en 13 s 77.

## Palmarès
| Date | Compétition                        | Lieu      | Résultat | Temps   |
| ---- | ---------------------------------- | --------- | -------- | ------- |
| 2013 | Championnats d'Europe espoirs      | Tampere   | 1er      | 13 s 55 |
| 2013 | Jeux de la Francophonie            | Nice      | 5e       | 14 s 18 |
| 2014 | Championnats Méditerranéens espoir | Aubagne   | 1er      | 13 s 64 |
| 2018 | Jeux méditerranéens                | Tarragone | 4e       | 13 s 77 |

## Records
| Épreuve          | Temps   | Lieu      | Date           |
| ---------------- | ------- | --------- | -------------- |
| 110 mètres haies | 13 s 51 | Montreuil | 7 juillet 2014 |

| Épreuve         | Temps  | Lieu  | Date            |
| --------------- | ------ | ----- | --------------- |
| 60 mètres haies | 7 s 63 | Reims | 31 janvier 2018 |